# Пример интонации
«Пример интонации» — российский документальный фильм 1991 года, режиссёр которого Александр Сокуров.

## Сюжет
Вторая часть дилогии о политике Борисе Николаевиче Ельцине после снятой двумя годами ранее «Советской элегии».
В центре происходящего на экране первые месяцы президентства Ельцина и то, как поменялась жизнь его семьи после избрания на должность.

## Восприятие
Ирина Петровская в своей рецензии отмечала: «„Пример интонации“ так и остался единичным примером, но не для подражания, а для ярчайшей характеристики того времени, когда президенты не стеснялись человеческого в себе и позволяли снимающим фиксировать эту слабость. Или, наоборот, силу».
Александра Тучинская писала, что Сокурову удалось «раскрыть в собеседнике душевную боль и незащищённость — „человеческое, слишком человеческое“».